# Époisses
Époisses – miejscowość i gmina we Francji, w regionie Burgundia-Franche-Comté, w departamencie Côte-d’Or.
Według danych na rok 1990 gminę zamieszkiwały 794 osoby, a gęstość zaludnienia wynosiła 37 osób/km² (wśród 2044 gmin Burgundii Époisses plasuje się na 297. miejscu pod względem liczby ludności, natomiast pod względem powierzchni na miejscu 394.).